# Inowrocław (gmina)
Inowrocław est une gmina rurale du powiat de Inowrocław, Couïavie-Poméranie, dans le centre-nord de la Pologne. Son siège est la ville d'Inowrocław, bien qu'elle ne fasse pas partie du territoire de la gmina.
La gmina couvre une superficie de 171,05 km2 pour une population de 11 106 habitants.

## Géographie
La gmina est bordée par la ville d'Inowrocław et les gminy de Dąbrowa Biskupia, Gniewkowo, Janikowo, Kruszwica, Pakość, Rojewo, Strzelno et Złotniki Kujawskie.